# Cyligramma
Cyligramma is een geslacht van vlinders van de familie spinneruilen (Erebidae), uit de onderfamilie Catocalinae.

## Soorten
- C. amblyops Mabille, 1891
- C. conradsi Berio, 1954
- C. disturbans (Walker, 1858)
- C. disturbens Walker, 1858
- C. duplex Guenée, 1852
- C. fluctuosa (Drury, 1773)
- C. griseata Gaede, 1936
- C. joa Boisduval, 1833
- C. latona (Cramer, 1775)
- C. limacina (Guérin-Méneville, 1832)
- C. magus (Guérin-Méneville, 1844)
- C. simplex Grünberg, 1910